# Pieninek
A Pieninek (lengyelül: Pieniny, szlovákul: Pieniny) mészkőhegység az Északnyugati-Kárpátok külső vonulatában, Lengyelország és Szlovákia területén.

## Földrajz
A hegység az Északnyugati-Kárpátokon belül egyes tájbeosztások szerint a Keleti-Beszkidekhez tartozik, de gyakran az Északi-Tátraaljához sorolják. Három részre osztható: a Lengyelországban emelkedő Szepesi-Pieninekre (lengyelül: Pieniny Spiskie, szlovákul: Spišské Pieniny) és Középső-Pieninekre (lengyelül: Pieniny Właściwe, szlovákul: Centrálne Pieniny), valamint a két ország területén elhelyezkedő Kis-Pieninekre (lengyelül: Małe Pieniny, szlovákul: Malé Pieniny). Főként mészkő- és dolomitrétegekből épül fel. Hossza 30, szélessége 5 km.

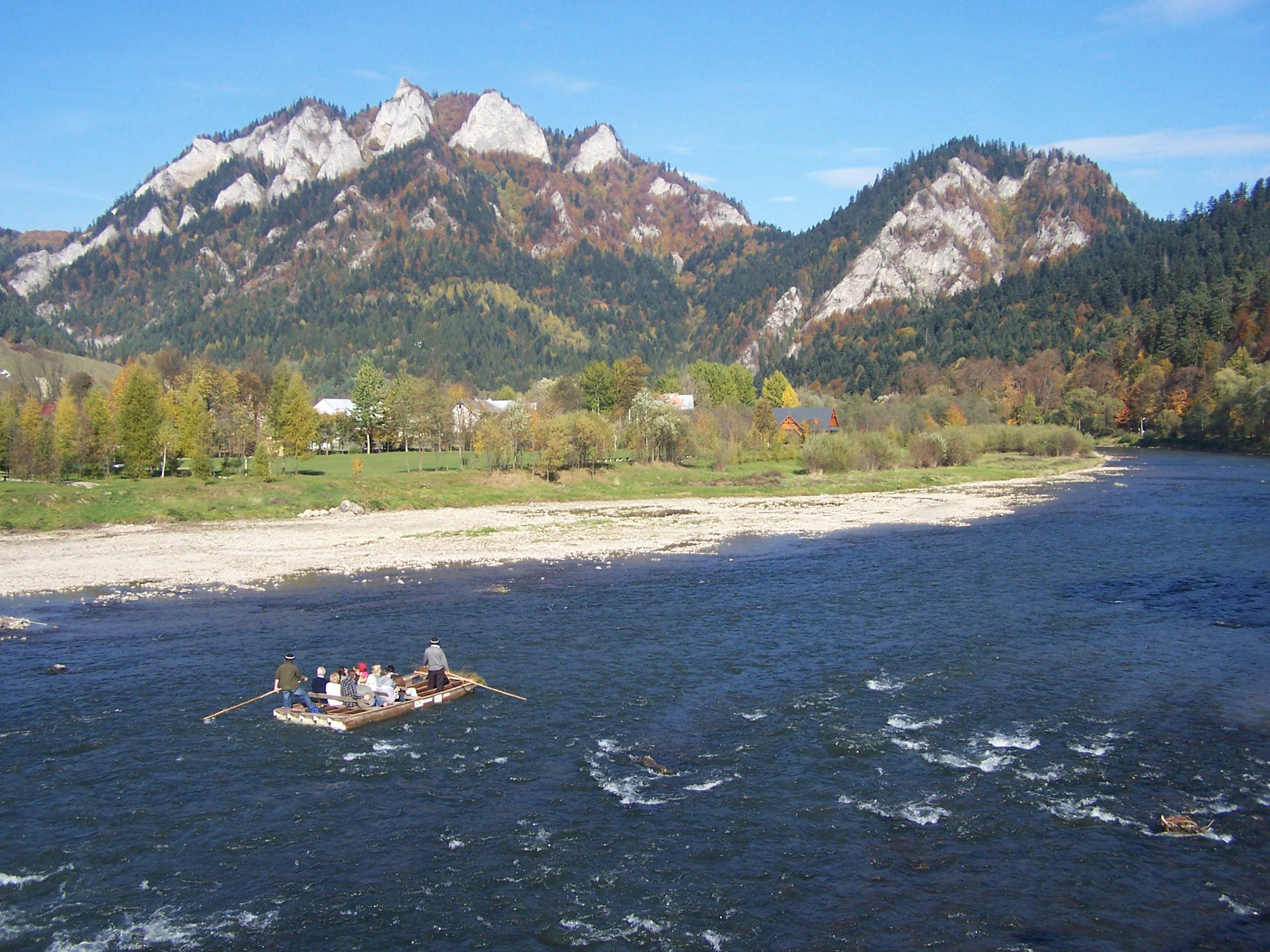
A Korona-hegy és tutajosok a Dunajec folyón

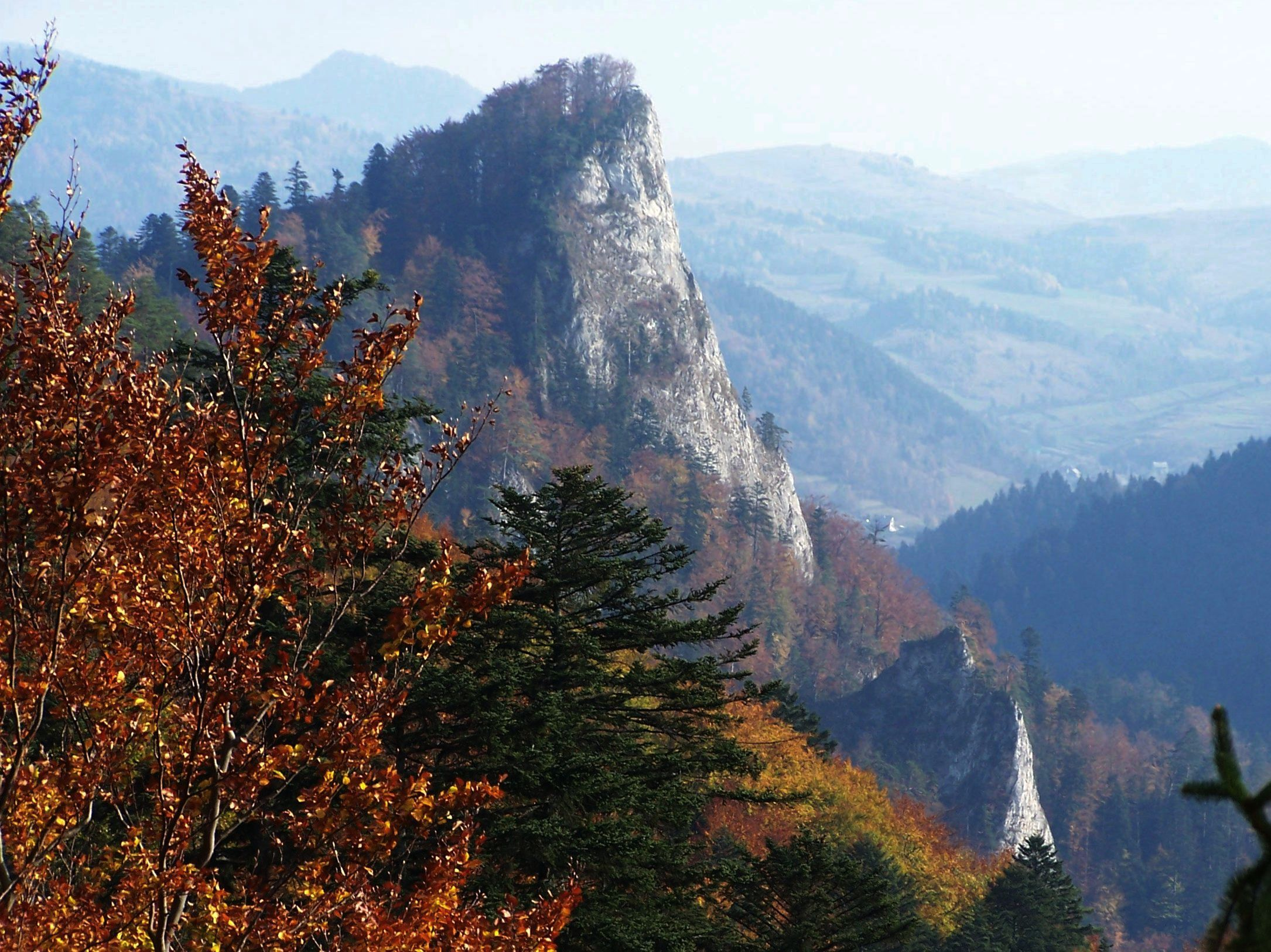
A 747 m magas Sokolica

Leghíresebb csúcsa a Korona-hegy (lengyelül: Trzy Korony, 982 m), a legmagasabb viszont az 1050 m magas Wysoka (Wysokie Skałki, szlovákul: Vysoké Skalky).
A Dunajec folyó látványos szurdokvölgyben tör át a Pienineken, melyet évmilliók alatt vágott be a sziklákba.

## Élővilág
A Pieninek növényvilága alkalmazkodott a mészkő alapú talajhoz és a meredek lejtőkhöz. Kis területen is számos növénytársulás található meg. Uralkodó erdőtársulásai a bükk-jegenyefenyő erdők. Különösen értékesek a virágos hegyi tisztások, melyeket évszázadokon át birkalegelőként használtak. Endemikus növényfajai közé tartozik a pienineki pitypang (Taraxacum pieninicum) és a pienineki repcsény.
A hegység állatvilága is gazdag. Előfordul az apolló-lepke, a fecskefarkú lepke és a kardoslepke. Szigorúan védettek a kétéltűek és hüllők, köztük a gőték, a foltos szalamandra és a keresztes vipera. Az emlősök közül legjellemzőbbek a rágcsálók, valamint a denevérek 17 előforduló faja; a madárvilág jellemző képviselője például a hajnalmadár.

## Történelem
A Dunajec szurdokának szlovákiai partján egy ösvény húzódik végig, mely egy ősi kereskedelmi útvonal volt Lengyelország és Magyarország között.

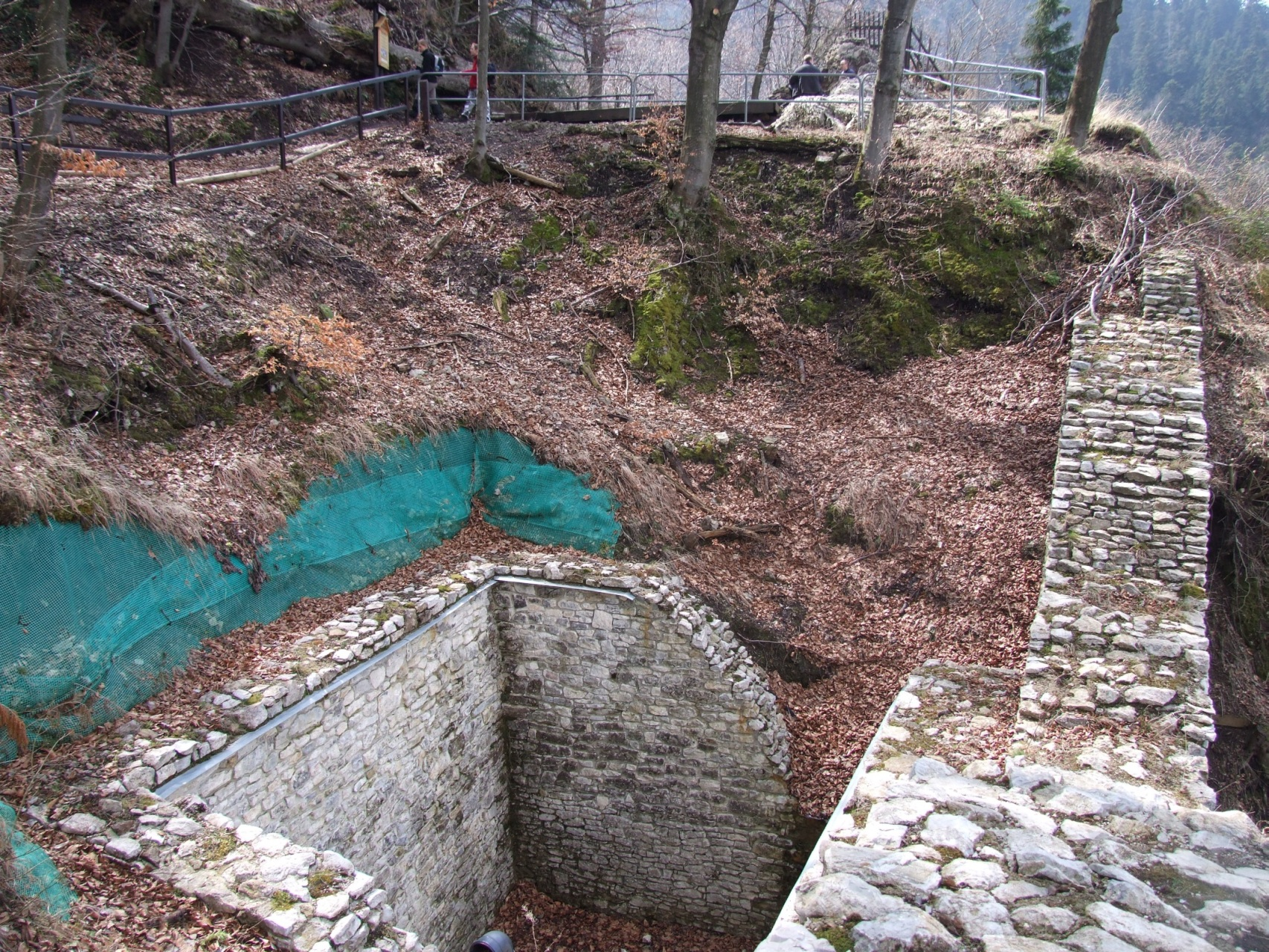
A Szent Kinga által alapított pienineki vár falmaradványai

A csorsztini vár nyújtott menedéket a tatárjárás idején V. Boleszláv lengyel fejedelemnek és feleségének, Árpád-házi Szent Kinga, IV. Béla magyar király lányának. A pienineki várat (lengyelül: Zamek Pieniński) 1257 és 1287 között építtette Szent Kinga. Ebben az időszakban, 1280-ban alapították a klarisszák kolostorát is Ószandecben, ahová Szent Kinga férje halála után húgával, a fél évvel korábban megözvegyült Boldog Jolánnal együtt visszavonult, s ahol 1292-ben elhunyt.
A 13–14. században erősödött fel a vidék betelepítése, főként a Nedecet bíró Berzeviczy család által behívott német telepesek által. A magasabban fekvő, gyenge talajú, de legeltetésre alkalmas területeket a 14–15. században kelet felől érkező, nomád életmódot folytató lemkók (ruszinok) népesítették be, akik idővel le is telepedtek itt.

## Természetvédelem
A hegység leglátványosabb, határmenti része a lengyel oldalon a Pienineki Nemzeti Park, szlovák oldalon az azonos nevű Pienineki Nemzeti Park védelme alatt áll.
A Pieninek barlangjainak feltárásában úttörő szerepet játszott Róth Samu.

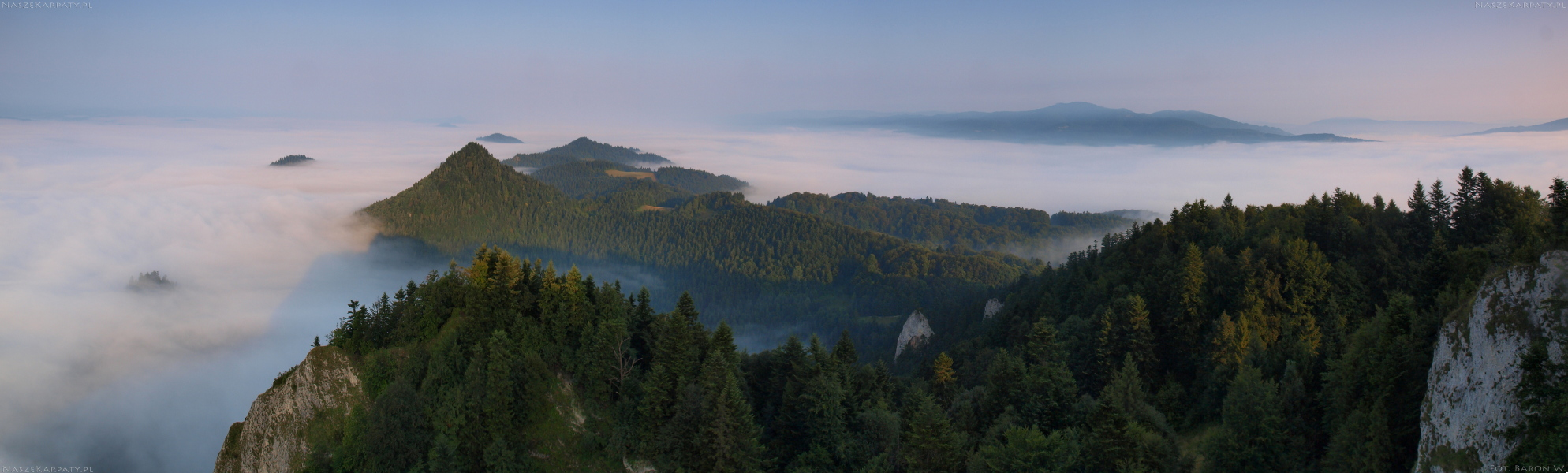
Kilátás a Korona-hegyről

## Turizmus

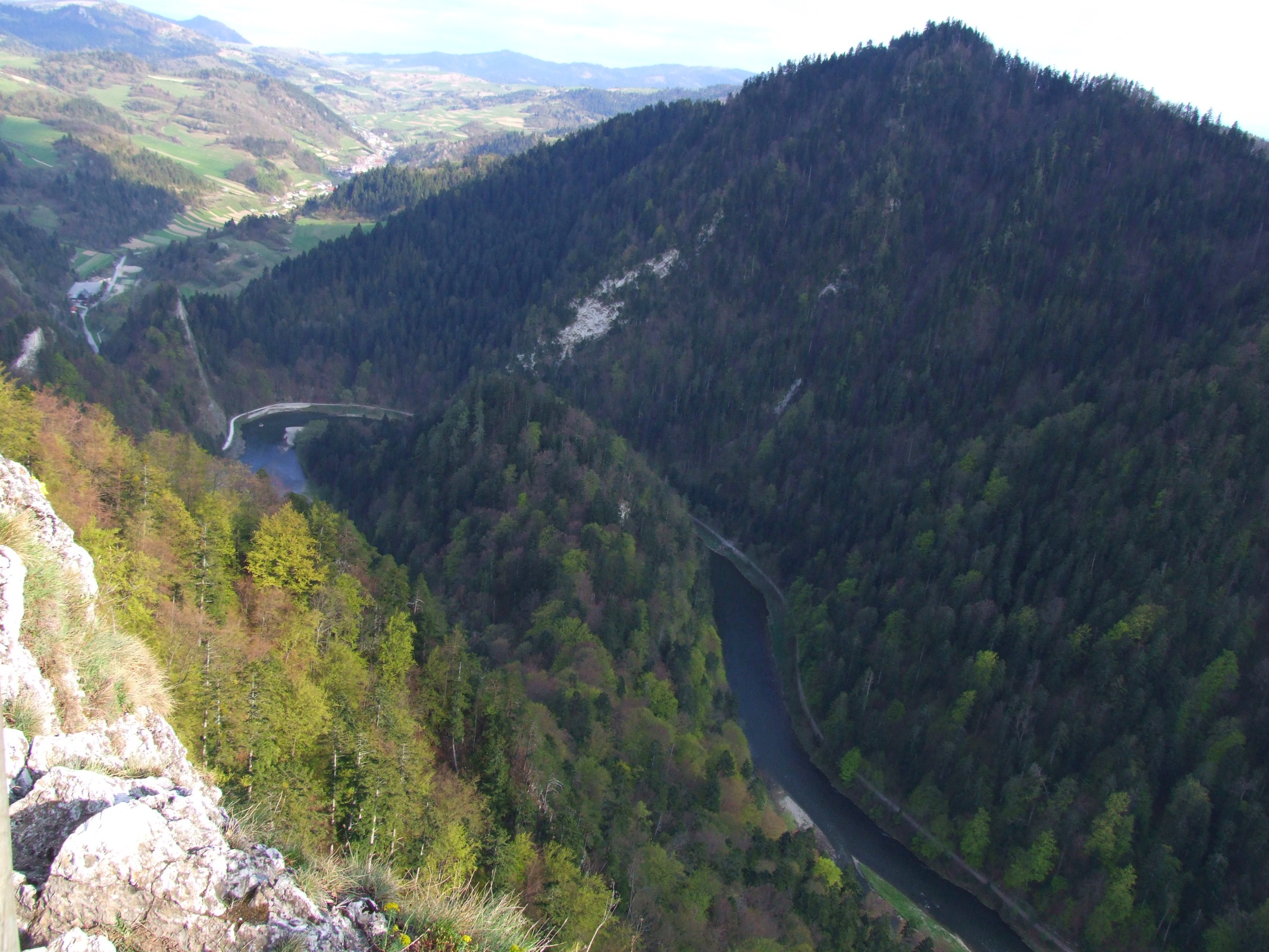
A Dunajec szurdokvölgye

A Pieninekben 11 gyalogos, 2 kerékpáros és 2 vízi túraútvonal van kijelölve. A gyalogtúra-útvonalak a nagy szintkülönbségek miatt jellemzően nehezek, és csapadékos időben veszélyesek is lehetnek. A lengyel oldalon számos kilátópont néz a Dunajec szurdokvölgyére.
A Dunajec szurdokvölgyét tutajút keretében is meg lehet látogatni; a Kąty és Szczawnica közötti 15 km-es út 2-3 órát vesz igénybe.

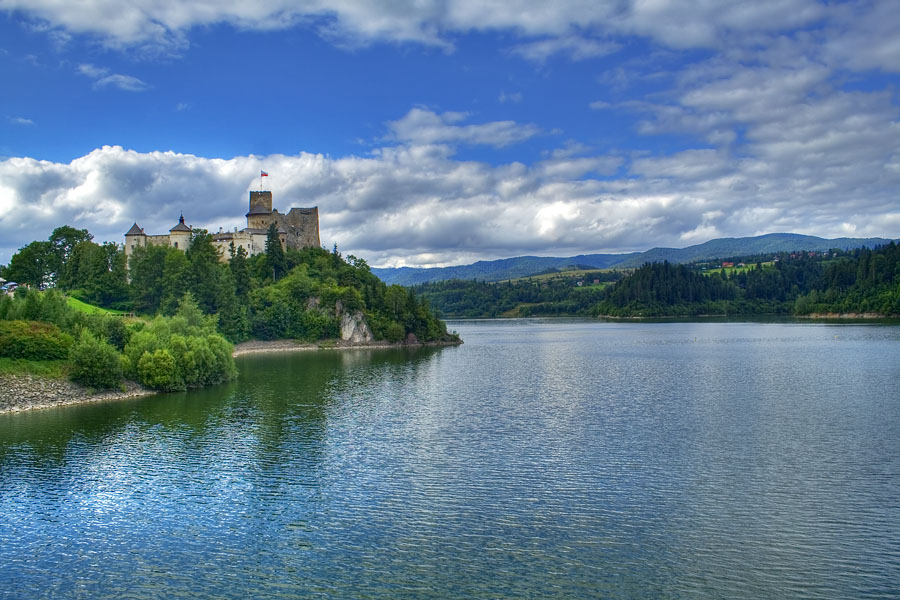
A nedeci vár és a Csorsztini-víztározó

A térség kulturális nevezetességei közé tartozik a csorsztini vár, a nedeci vár, a Dunajec duzzasztógátja, valamint Krościenko és Szczwanica gyógyüdülőhelyek.

## Fordítás
- Ez a szócikk részben vagy egészben a Pieniny című angol Wikipédia-szócikk ezen változatának fordításán alapul.  Az eredeti cikk szerkesztőit annak laptörténete sorolja fel. Ez a jelzés csupán a megfogalmazás eredetét és a szerzői jogokat jelzi, nem szolgál a cikkben szereplő információk forrásmegjelöléseként.